# Sede titolare di Lead
La diocesi di Lead (in latino:  Dioecesis Leadensis) è una sede titolare della Chiesa cattolica.

## Storia
La diocesi di Lead fu eretta il 4 agosto 1902, ricavandone il territorio dalla diocesi di Sioux Falls. Cattedrale della diocesi era la chiesa di San Patrizio.
Il 1º agosto 1930 la sede vescovile fu traslata da Lead a Rapid City e la diocesi assunse il nome di diocesi di Rapid City.
Dal 1995 Lead è annoverata tra le sedi vescovili titolari della Chiesa cattolica; dal 5 maggio 1998 il vescovo titolare è Joseph Nathaniel Perry, già vescovo ausiliare di Chicago.

## Cronotassi dei vescovi titolari
- Joseph Nathaniel Perry, dal 5 maggio 1998